# Pârâul Laurului
Pârâul Laurului este un curs de apă, afluent al râului Sighiștel. 

## Hărți
- Harta Munții Bihor]